# 阿纳尔多·安德烈奥利
阿纳尔多·安德烈奥利（義大利語：Arnaldo Andreoli，1893年8月6日—1952年12月2日），生于摩德納，意大利前男子竞技体操运动员。他曾获得1920年夏季奥运会体操比赛男子团体全能金牌。